# Matrim Cauthon

Flagga av Bandet av den Röda Handen

Matrim "Mat" Cauthon är en av huvudkaraktärerna i Robert Jordans fantasyserie Sagan om Drakens återkomst. Han är känd för sin stora tur, både i farliga situationer och i spel, sitt ta'veren-skap och sin smak för kvinnor. Utifrån många händelser genom böckerna visar det sig att han troligen är baserad på guden Oden från den nordiska mytologin.

## Biografi
Mat växte upp tillsammans med Rand och Perrin i den lilla byn Emondsvall. Han var ökänd för sina bus och upptåg och hamnade ofta i onåd hos befolkningen i byn. Efter att ha tvingats lämna byn tillsammans med Aes Sedaien Moiraine natten efter en trollockattack kom Mats liv att förändras totalt. Den första viktiga händelsen efter resans början är när Mat hittar en dolk i den övergivna staden Shadar Logoth. Dolken han tar bär på Shadar Logoths ondskefulla "smitta" och förhäxar Mat. Han blir riktigt sjuk och dör nästan innan Moiraine hittar honom och förstår vad som är fel. Hon ser till att han blir bättre, men bandet till dolken försvinner inte förrän Mat kommer till Tar Valon och blir botad av Aes Sedaierna där. Dock har han väldigt dåliga minnen av hela sin sjuktid. Efter detta beger sig Mat till Tear, där Rand drar svärdet Callandor och utropar sig till Draken återfödd. I Tear går Mat in i en ter'angreal, där han får svar på tre frågor från Aelfinn. Tillsammans med bland andra Rand och Moiraine ger han sig sedan av till Aielöknen och staden Rhuidean. I Rhuidean finns ännu en ter'angreal, men i denna uppfyller invånarna, Eelfinn, önskningar istället för att svara på frågor. Dock tar de bra betalt för detta, och Mat skulle ha dött om inte Rand hittat honom i sista stund. Mat återvänder från Rhuidean med nya minnen i de luckor som sjukdomen skapade. Han kan omedvetet tala på det gamla språket, och upptäcker att han är en mycket skicklig härförare. Som sådan spelar han nu en nyckelroll åt Rand i kampen mot den Svarte. Han träffar den högt uppsatta seanchankvinnan Tuon, som han sedermera gifter sig med.